# Eagles (videogioco 1983)
Eagles è un videogioco del 1983 sviluppato e pubblicato dalla software house Strategic Simulations per Apple II, Atari 8-bit e Commodore 64. Si tratta di un simulatore di volo ambientato durante la prima guerra mondiale. Ogni partita rappresenta un combattimento aereo tra uno o più velivoli tedeschi e uno o più velivoli alleati, con un sistema di gioco strategico a turni.

## Modalità di gioco
All'inizio della partita sono impostabili molte opzioni: numero di velivoli in ciascuno schieramento, scala della battaglia, periodo storico durante la guerra, posizioni iniziali, condizioni meteo, presenza di unità speciali come caccia biposto e palloni aerostatici. Si possono anche lasciar decidere le impostazioni al computer, oppure affrontare le battaglie predefinite di scenari singoli e di una campagna, composta da otto battaglie più alcune missioni secondarie opzionali.
Entrambi gli schieramenti possono comprendere fino a 10 aerei che muovono a turno, ciascuno controllato da un giocatore o dal computer.
Al proprio turno, ciascun velivolo viene mostrato con visuale dall'alto su sfondo monocromo. In tal modo non sono visibili le altitudini relative e i velivoli più lontani, ma si può accedere a un'altra schermata con informazioni dettagliate su posizione e orientamento di tutti i mezzi in un'area più ampia.
Le mosse possibili includono molte manovre come virare, rollare, cabrare, picchiare, looping. Il movimento risultante è calcolato in termini di caselle invisibili, ampie 50 x 50 iarde x 25 piedi, e dipende dalla manovrabilità del modello di apparecchio e dall'attuale velocità. Molte manovre fanno spostare l'aereo di una casella per turno, ma è possibile anche avanzare di due caselle o dover utilizzare due turni per una.
In caso di presenza di nemici a tiro davanti all'aereo dopo la mossa, il computer informa sulle probabilità di colpire ciascun bersaglio, compresi eventuali alleati, e il giocatore può scegliere se e quanto a lungo sparare. Raffiche più lunghe sono più efficaci ma hanno maggior consumo di munizioni e rischio di inceppamento. I colpi riusciti possono causare vari livelli di danno.